# My way home is through you
«My way home is through you» es un lado B del sencillo «Famous last words» de My Chemical Romance, que fue lanzado el 22 de enero de 2007. Esta canción se puede oír junto con el otro B-side "Kill all your friends”. 

## Significado
La canción para algunos parece ser independiente a la historia de The Black Parade sin embargo "My way home..." nos estaría marcando que el Paciente como tal ha muerto pero sigue guardando el espíritu de su amada; marca el después de Famous Last Words "Honey if you stay i'll be forgiving. Nothing you can say could stop me going home" que es donde se hace él último acercamiento a la vida del paciente para posterior morir.
Como tal la canción viene a reafirmar el cariño por su amada y el coraje que el Paciente aún mantenía por vivir
En el caso de que, como Gerard pensará, el paciente siga vivo (posiblemente aún enfermo) nos estaría marcando la pauta que su amada es quien ha muerto y como en algunas otras canciones lo abordará, si es que ha ido al cielo quizá desde allá le esté "esperando".

## Interpretaciones en directo
Fue tocada en vivo por primera vez el 20 de enero de 2008, y también fue tocada en los conciertos que dieron en Santiago de Chile, Argentina y Venezuela, junto a las también poco comunes canciones “Desert song” y “Kill all your friends”. Además, fue tocada en el concierto del Madison Square Garden con el cual el grupo cerró su gira.